# 数和

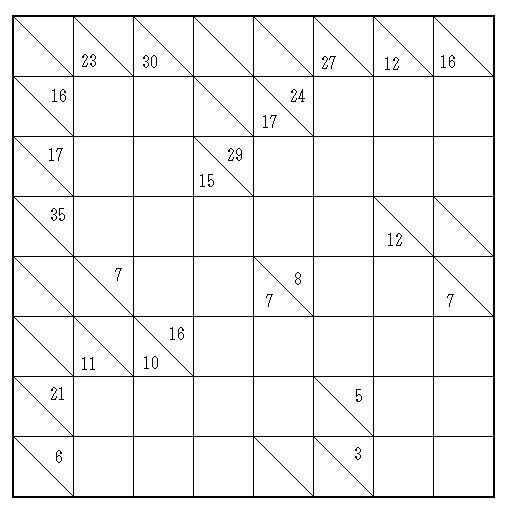
一道数和题目（答案在此）

数和（英：Cross Sums）是一种数学智力游戏。数和把填字游戏和数独巧妙地结合在一起，采用填字游戏式的棋盘，解题时在空格中填上1-9的数字。这种游戏不仅需要逻辑思维能力，还需要一点加法运算。

## 规则
- 方形空格中填入1～9的整数。
- 被斜线分开的方格中，右上角的数字等于其右侧邻接之连续方格中数字之和，左下角的数字等于其下方邻接之连续方格中数字之和。
- 无论是横向还是纵向，连续方格中的数字不能重复。

数和的命题也有一些惯例，如只有一個解(必須)，空格的形状必须成中心对称(不一定)等。有些是必須的，但有些不一定。

## 名称
美国的《Dell Magazines》杂志首先刊载了数和游戏，使用的名称是Cross Sums。
后来这个游戏引进日本。Nikoli将其译为，后来简省为。日本的杂志使用的名称。
现在很多英文报纸和杂志都有刊载数和游戏，主要用Cross Sums和Cross Addition作为名称。由于日本的影响，这个游戏也被叫做Kakuro，如英国《卫报》的每日一题就使用Kakuro的名称。
至于中文名称，世界图书出版公司的译名为数和，这仿照了“数独”的名称。

## 技巧

### 唯一分解方式
数和中有些和值只有一种分解方式。(在解Killer Sudoku中都有用)
2字组
- 3=1+2
- 4=1+3
- 16=7+9
- 17=8+9

3字组
- 6=1+2+3
- 7=1+2+4
- 23=6+8+9
- 24=7+8+9

4字组
- 10=1+2+3+4
- 11=1+2+3+5
- 29=5+7+8+9
- 30=6+7+8+9

5字组
- 15=1+2+3+4+5
- 16=1+2+3+4+6
- 34=4+6+7+8+9
- 35=5+6+7+8+9

6字组
- 21=1+2+3+4+5+6
- 22=1+2+3+4+5+7
- 38=3+5+6+7+8+9
- 39=4+5+6+7+8+9

7字组
- 28=1+2+3+4+5+6+7
- 29=1+2+3+4+5+6+8
- 41=2+4+5+6+7+8+9
- 42=3+4+5+6+7+8+9

8字组
- 36=1+2+3+4+5+6+7+8
- 37=1+2+3+4+5+6+7+9
- 38=1+2+3+4+5+6+8+9
- 39=1+2+3+4+5+7+8+9
- 40=1+2+3+4+6+7+8+9
- 41=1+2+3+5+6+7+8+9
- 42=1+2+4+5+6+7+8+9
- 43=1+3+4+5+6+7+8+9
- 44=2+3+4+5+6+7+8+9

8字组中每一个和值都有唯一解。
9字组
由于组内数字不能重复，9字组只能是1-9各填一遍，和值只能是45。

### 重叠组
重叠组在数和中有很重要的作用，当重叠的两个组都是唯一解时就更为尤甚。这种情况常常用来做解题的突破口。以上文的题目为例（○是第1行第1列）：
```
　2330
16○□
17□
35□
```

由于23=9+8+6和16=9+7都是唯一解，○中就必定填它们的共有数字：9。
还有一种情况，两个组中有一个是唯一解，另一个可以通过推理进行排除从而得到唯一解。还以上文的题目为例（○是第4行第2列）：
```
　30
　□
　□
　□
７○□
```

30=9+8+7+6是唯一解。但是与它重叠的组和值为7，不可能填入7或比7大的数，所以○中必定填6。

## 变种
数和的一个变种是数积（Cross Products），它把数和中的加法运算改为乘法运算，组前面标注的数字是各个数字之积。
另外还有一种给和数独（Sum Number Place），它使用数独的棋盘，但不给提示数字，只是划出若干区域并给出个区域内数字之和。由于其复杂性，它又被称为杀手数独（Killer Sudoku）。

## 參看
- 數獨
- 算獨
- 順獨
- 數迴
- 數織
- 數牆
- 數連
- 數壹
- 數燈
- 數間